# Житецкий, Анатолий Аполлонович
Анатолий Аполлонович Житецкий (укр.  Анатолій Аполлонович Житецький; 1936—1985) — советский спортсмен и тренер, Мастер спорта СССР (1958), Почётный мастер спорта СССР (1965).

## Биография
Родился 26 октября 1936 года в Виннице.
В 1960 году окончил Винницкий педагогический институт (ныне Винницкий государственный педагогический университет). Занимался тяжёлой атлетикой. Тренерами Анатолия Житецкого были В. Боб и В. Токвин. Анатолий был чемпионом (1958—1960) и бронзовым призёром (1961) чемпионатов Украинской ССР. Установил 10 рекордов Украины. Наилучший результат в троеборье в весовой категории 82,5 кг — 437.5 килограммов (147.5 + 125 + 165; 1960 год), в весовой категории 90 кг — 457.5 кг (155 + 130 + 172.5, 1961 год). Выступал за спортивный общества «Буревестник» и «Локомотив». Установил 4 рекорда мира (все в жиме).
После окончания карьеры спортсмена, Житецкий перешёл на тренерскую работу. Являлся тренером спортивного общества «Локомотив», был главой областной федерации по тяжёлой атлетике (1975—1985). Среди его воспитанников — Сергей Дидык.
Умер 25 февраля 1985 года в Виннице.
В память о А. А. Житецком в Виннице проводится Всеукраинский турнир по тяжёлой атлетике.
Житецкий был соавтором патентов: Устройство для тренировки мышц ног (1251932) и Гантель (1175508).